# Schillerslage

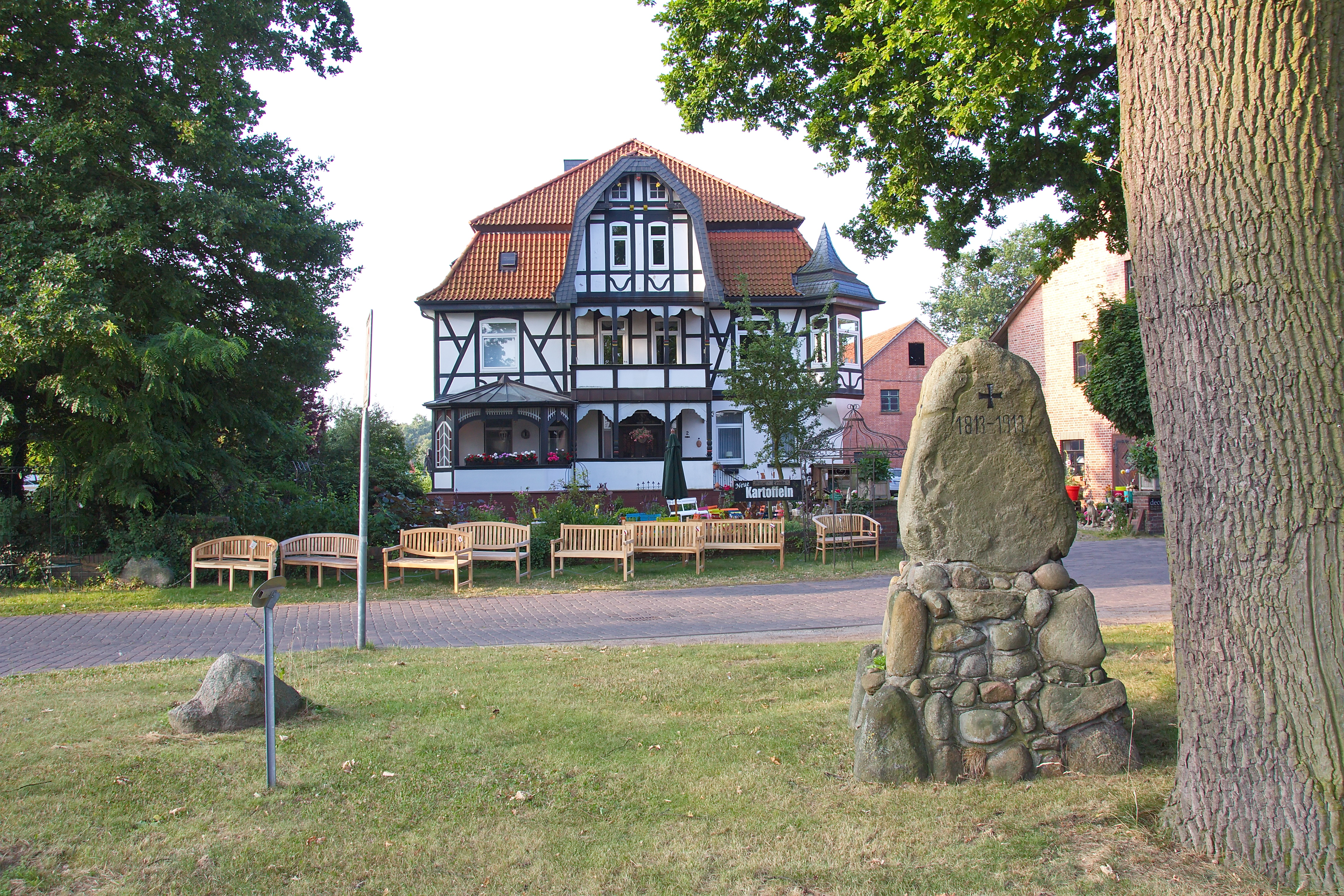
Kriegerdenkmal vor Villa in Schillerslage

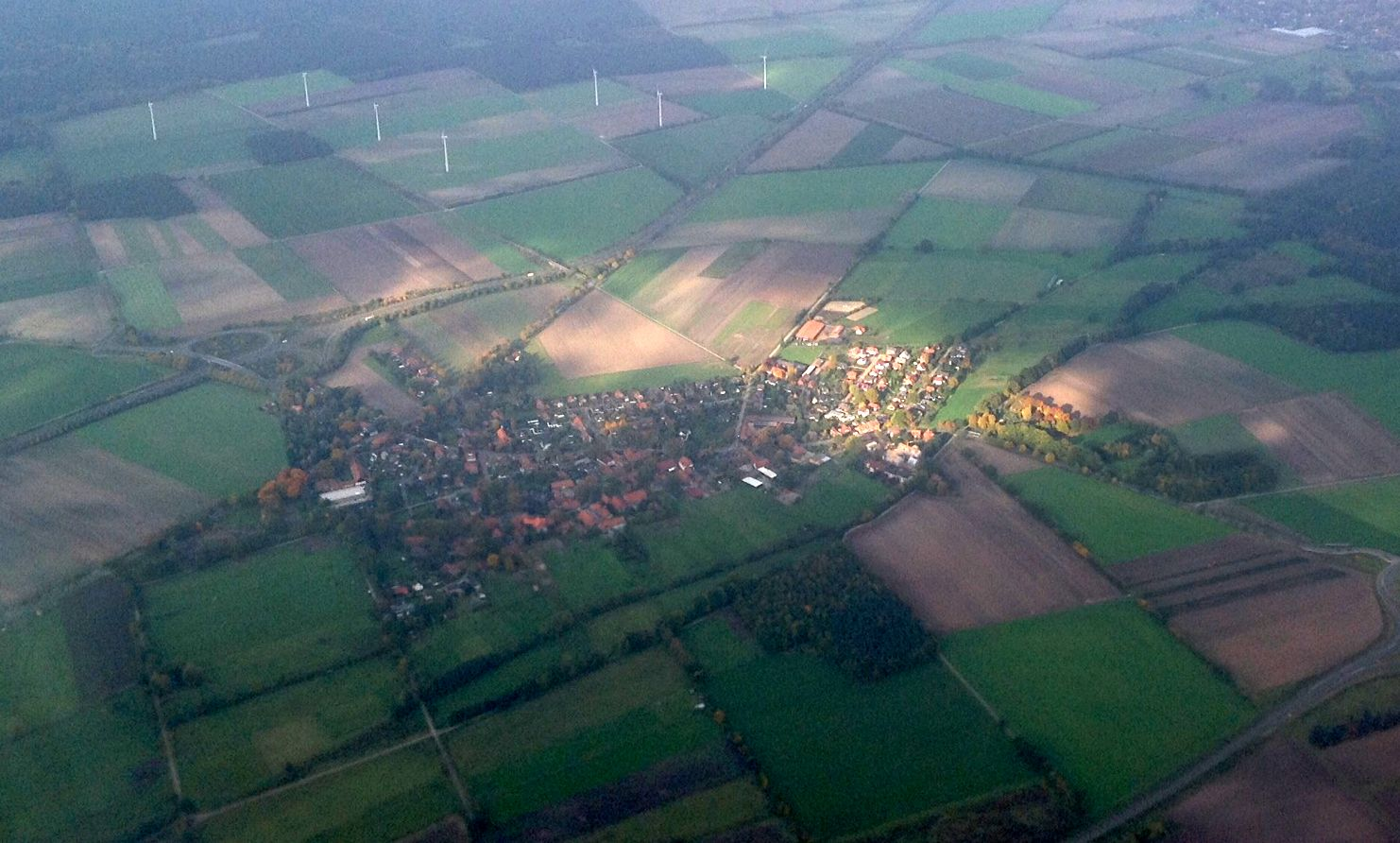
Luftbild des Ortes

Schillerslage (niederdeutsch Schillersloge) ist eine Ortschaft der Stadt Burgdorf in der niedersächsischen Region Hannover.

## Geografie
Das Dorf Schillerslage liegt etwa auf halber Strecke zwischen den Stadtmitten Burgdorfs und Burgwedels.

## Geschichte
Der Ort wurde erstmals 1264 als Scilderslage urkundlich erwähnt. Das älteste Bauernhaus, ein Zweiständerhaus, stammt aus dem Jahr 1746.
Der bekannte Sprengelsche Posthof – ehemals Zollstation – wurde im Jahr 1784 errichtet.
Für das Jahr 2004 wurde Schillerslage zum „schönsten Dorf der Region Hannover“ erkoren.

### Eingemeindungen
Im Zuge der Gebietsreform in Niedersachsen, die am 1. März 1974 stattfand, wurde die zuvor selbständige Gemeinde Schillerslage in die Stadt Burgdorf eingegliedert.

### Einwohnerentwicklung
| Jahr      | 1910  | 1925  | 1933  | 1939  | 1950  | 1956  | 1961        | 1970        | 1973  | 2005 | 2011 |
| --------- | ----- | ----- | ----- | ----- | ----- | ----- | ----------- | ----------- | ----- | ---- | ---- |
| Einwohner | 366   | 453   | 450   | 472   | 790   | 664   | 628         | 556         | 579   | 925  | 951  |
| Quelle    | [ 5 ] | [ 6 ] | [ 6 ] | [ 6 ] | [ 7 ] | [ 7 ] | [ 4 ] [ 8 ] | [ 4 ] [ 8 ] | [ 1 ] |      |      |

|  |

## Politik

### Ortsrat
Der Ortsrat von Schillerslage setzt sich aus fünf Ratsmitgliedern folgender Parteien zusammen:
- CDU: 2 Sitze
- WGS: 2 Sitze
- FDP: 1 Sitz

(Stand: Kommunalwahl 11. September 2016)

### Ortsbürgermeister
Der Ortsbürgermeister ist Cord Reißer (CDU). Sein Stellvertreter ist Heinrich Bührke.

### Wappen
Der Entwurf des Kommunalwappens von Schillerslage stammt von dem Heraldiker und Grafiker Alfred Brecht, der zahlreiche Wappen in der Region Hannover erschaffen hat. Die Genehmigung des Wappens wurde am 6. April 1967 durch den Regierungspräsidenten in Lüneburg erteilt.
| Wappen von Schillerslage | Blasonierung: „In Gold über zwei blauen Schlüsseln mit abgewendeten Bärten ein schreitender, rot-bewehrter, blauer Löwe.“ |
| Wappen von Schillerslage | Wappenbegründung: Seit dem 15. Jahrhundert gehörte die Gemeinde Schillerslage zum Herzogtum Lüneburg. Das von der Gemeinde angenommene Wappen lehnt sich deshalb stark an das der lüneburgischen Herzöge an. Diese Anlehnung kommt durch den goldenen Wappenschild und den schreitenden Löwen im oberen Teil des Wappens zum Ausdruck. Das Gebiet der Gemeinde war als Lehen an die Herren von Escherde vergeben, die ihrerseits zwei Schlüssel in ihrem Wappen führten. Die im vorliegenden Wappen im unteren Teil dargestellten Schlüssel sollen die Erinnerung an die wahrscheinlich ersten Gutsherren der Gemeinde Schillerslage wachhalten. |

## Kultur und Sehenswürdigkeiten

### Bauwerke
Überregionale Bedeutung hatte die ab 1784 in Schillerslage eingerichtete Poststation an der Amboßstraße 10, bis der Postbetrieb 1860 aufgrund der zunehmenden Konkurrenz durch die neue Bahnstrecke Lehrte–Celle eingestellt wurde.

### Naturdenkmale
- Eine Eiche

### Fotogalerie

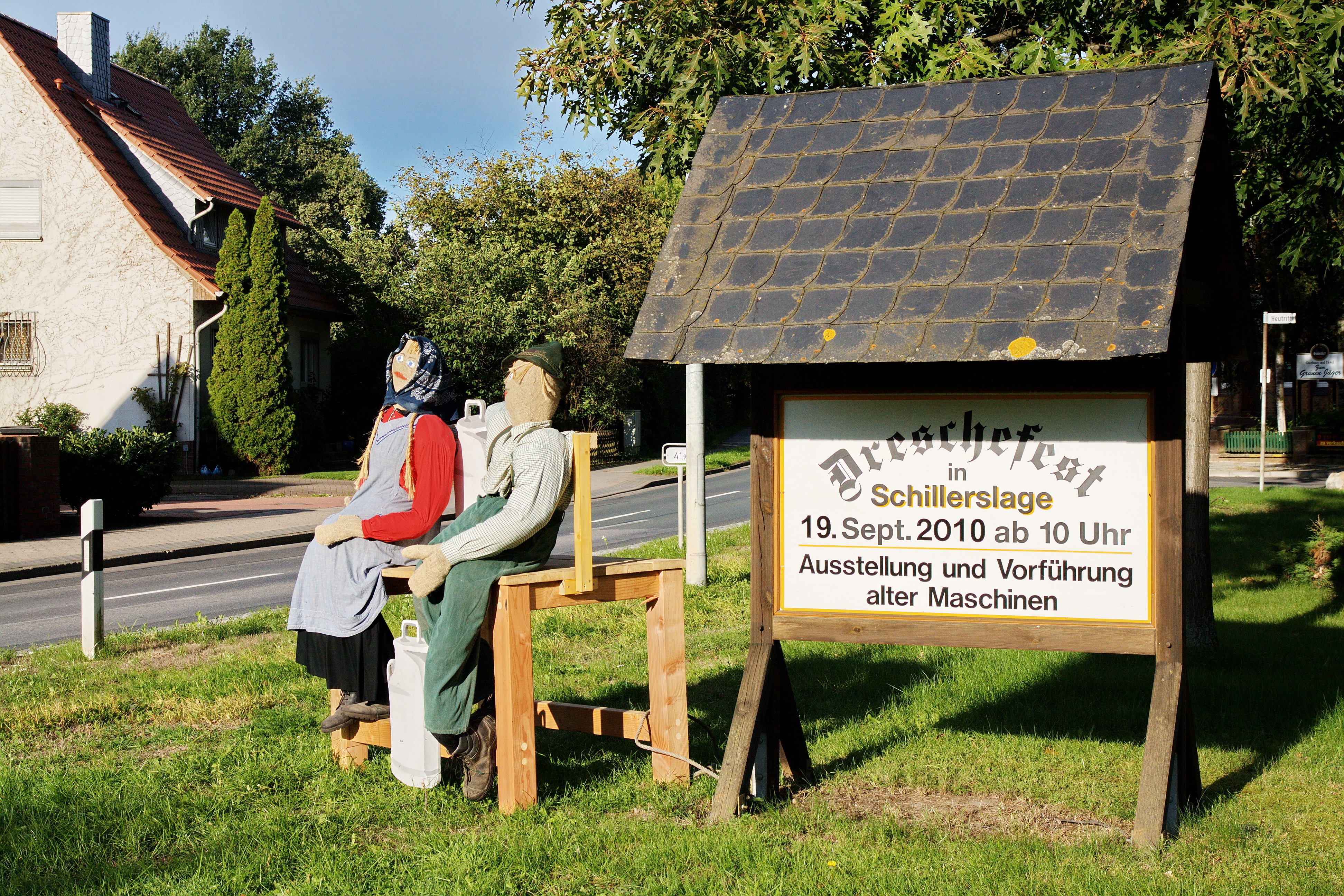
Dreschefest
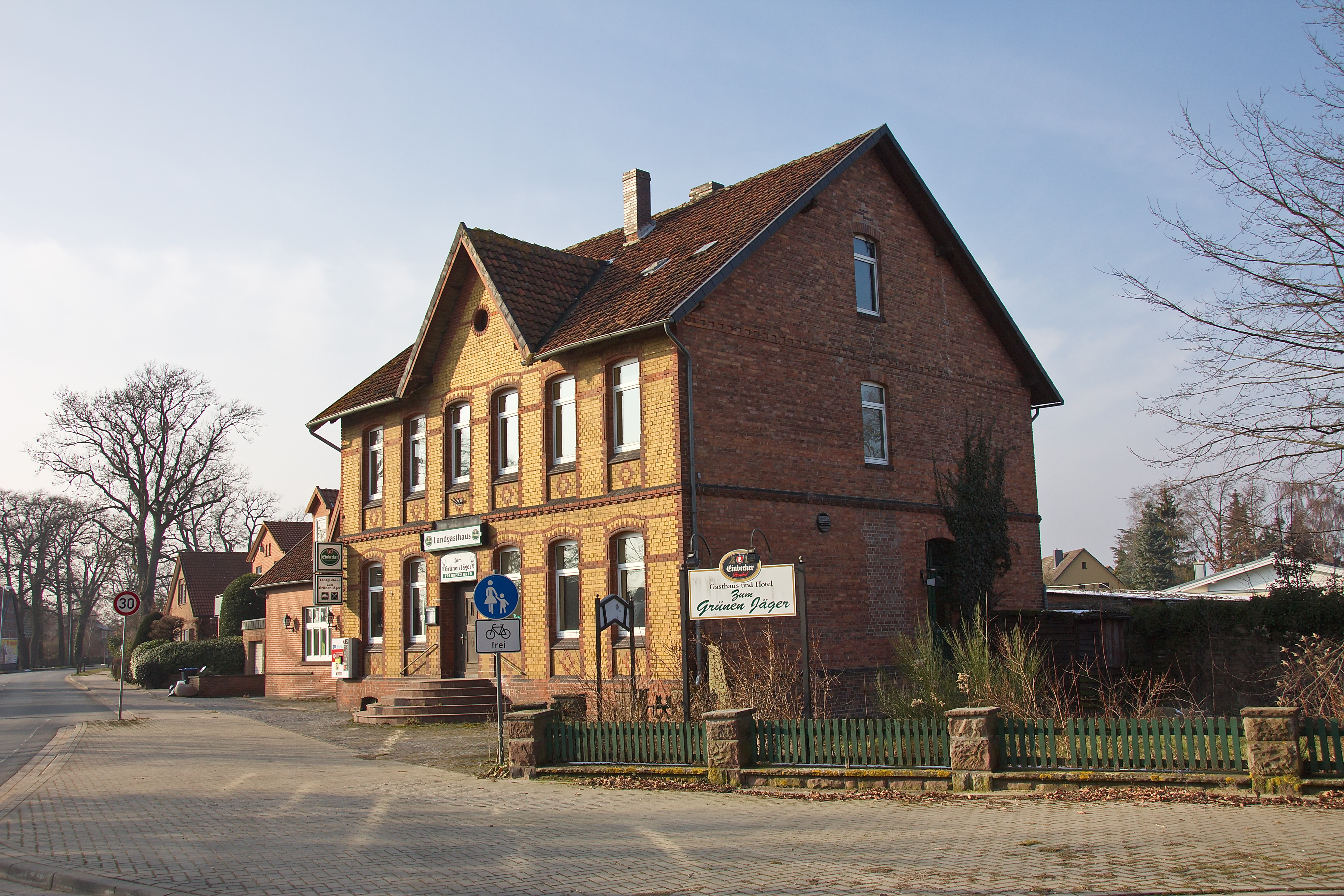
Landgasthaus Zum Grünen Jäger
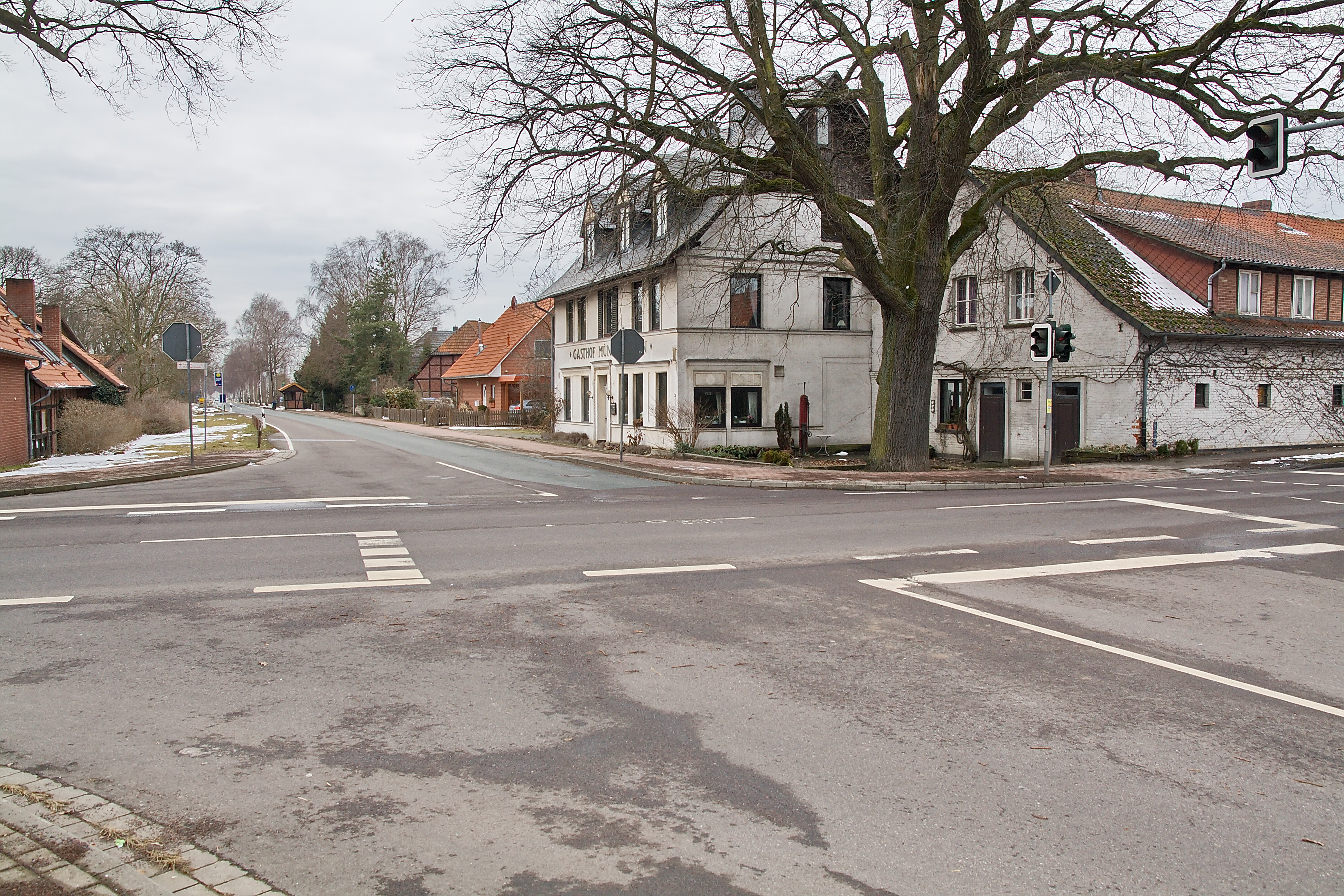
Ortsblick
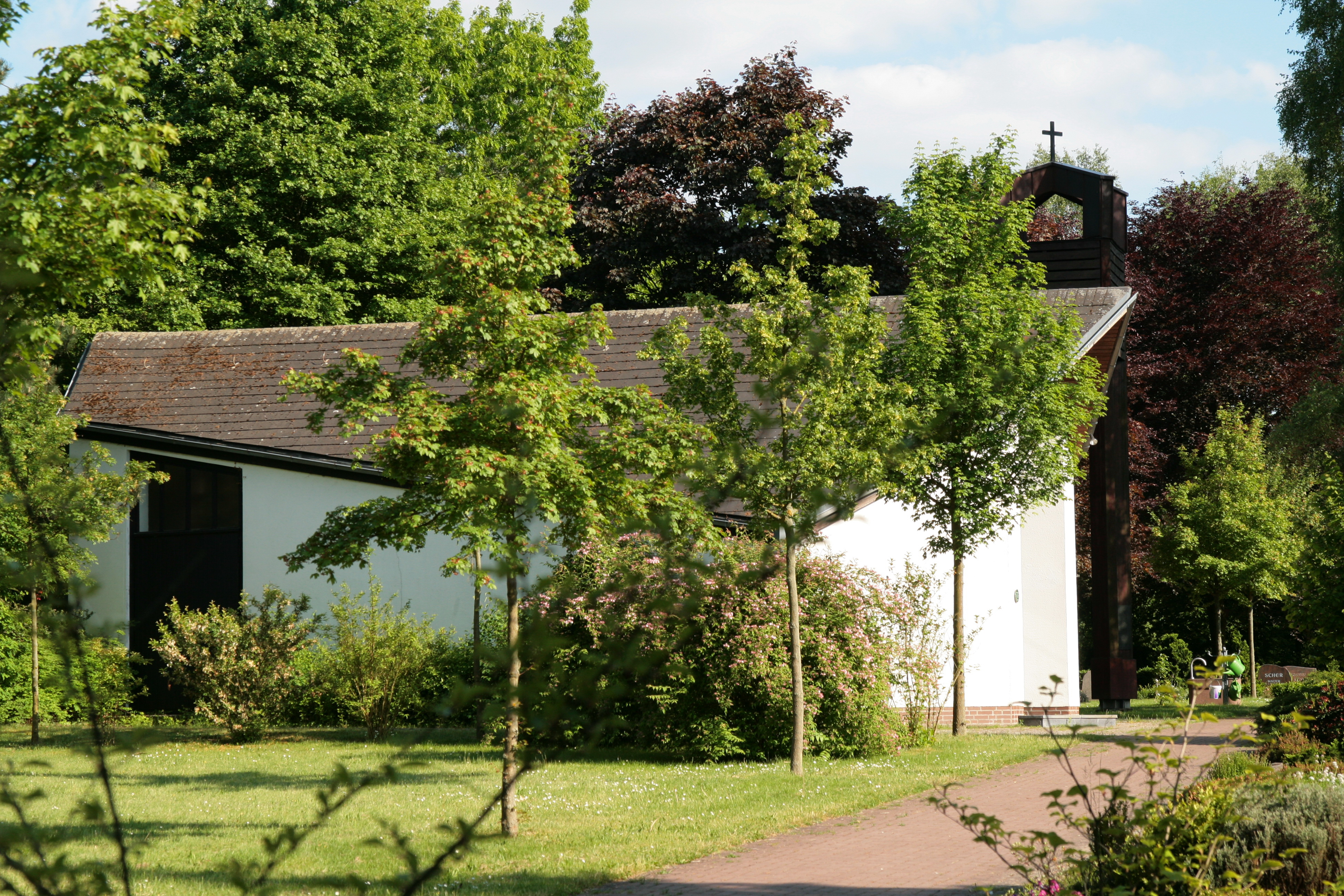
Friedhofskapelle
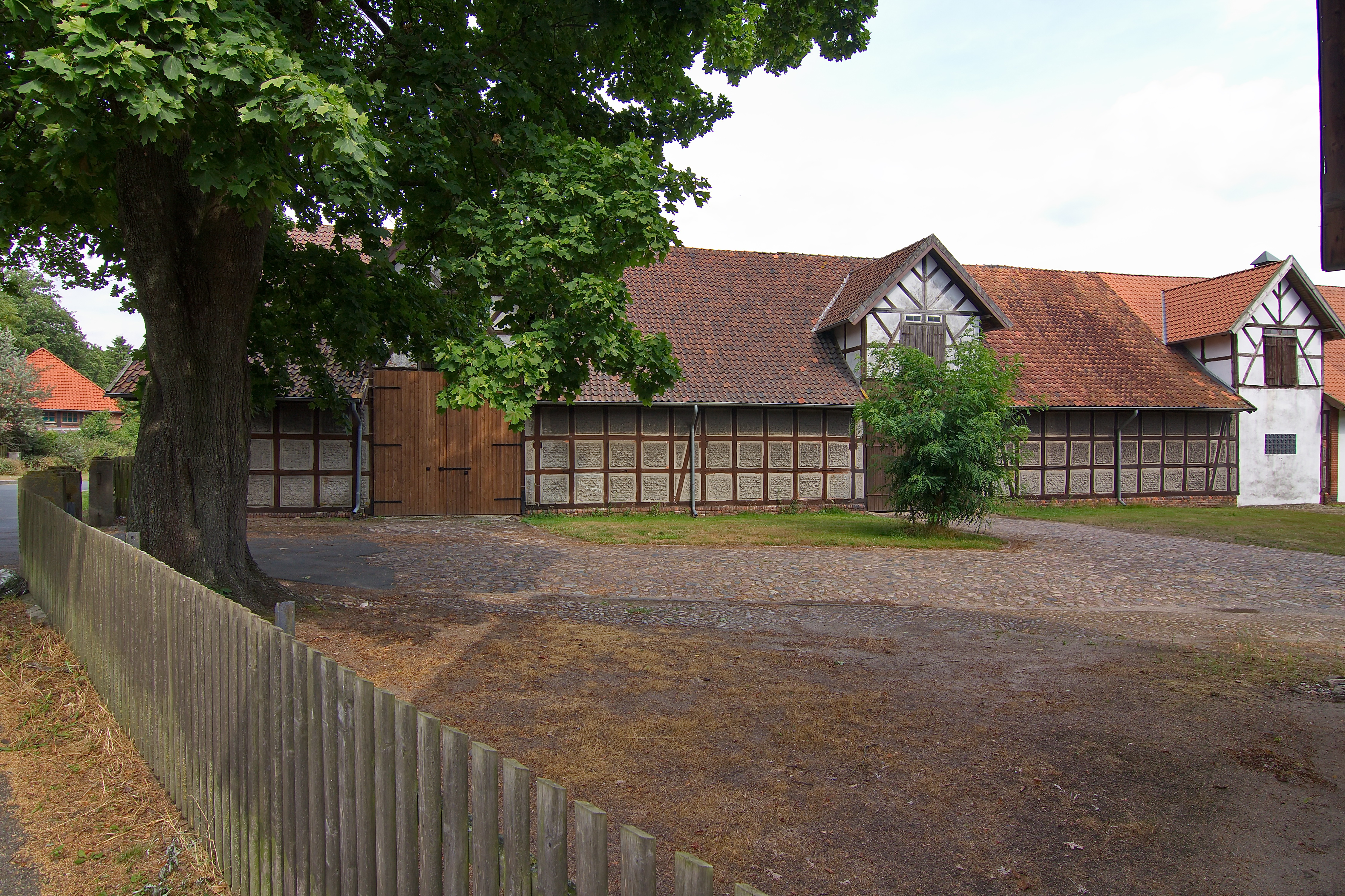
Alter Posthof
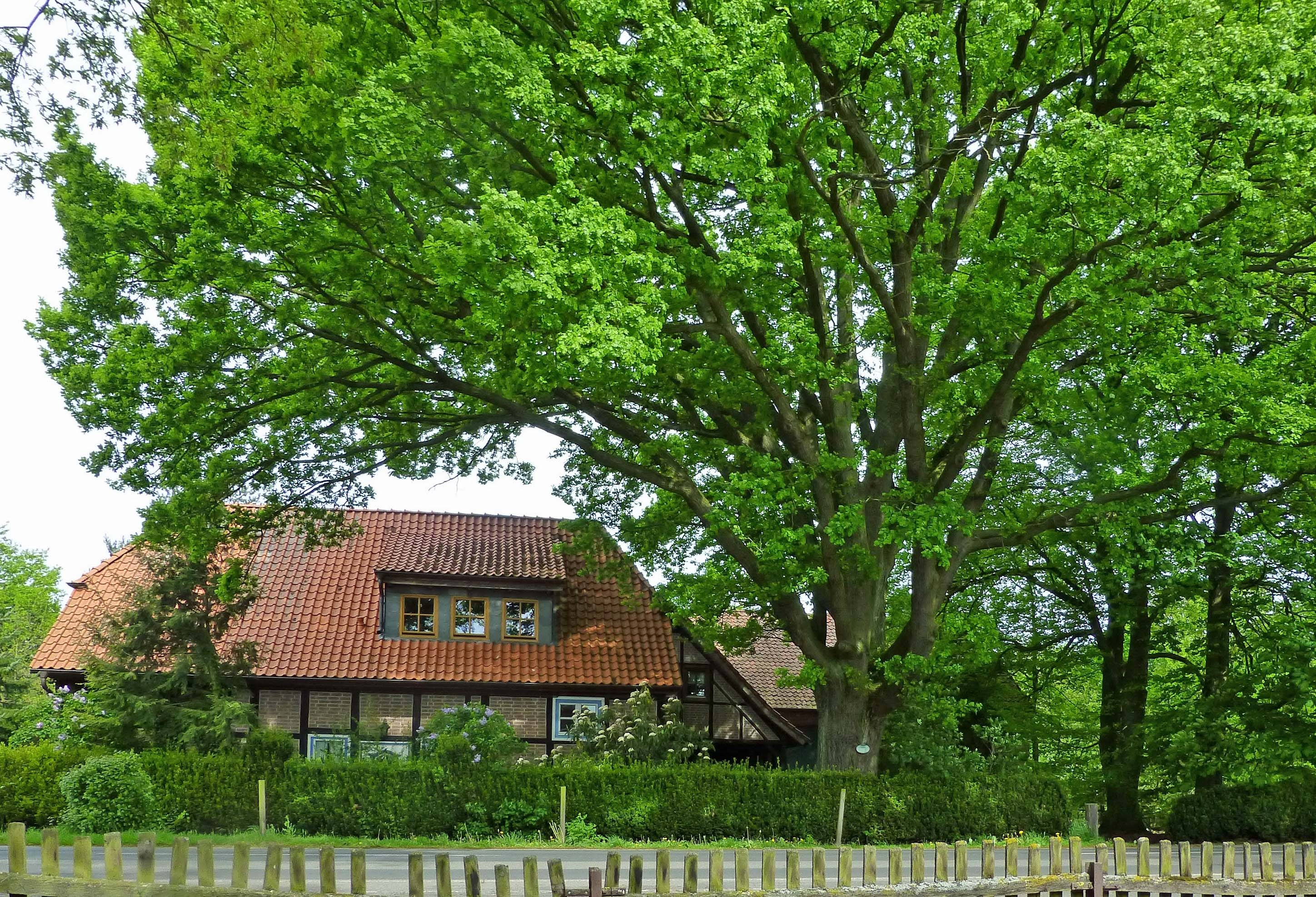
Naturdenkmal Eiche

## Wirtschaft und Infrastruktur
Weit über die Grenzen hinaus bekannt geworden ist der Ort durch die Zucht der Hannoveraner-Pferde. In der Saison von Februar bis Juni stehen den Züchtern neun Hengste des Celler Landgestüts auf der Deckstelle in Schillerslage zur Verfügung. Schillerslage ist bei Pferdeliebhabern wegen seiner Reiterhöfe und Pferdepension bekannt. Die Reitgemeinschaft Schillerslage veranstaltet alle zwei Jahre ein großes Freiland-Turnier, das mit jeweils mehr als 1000 Pferden zu einem überregionalen Anziehungspunkt wird.
Schillerslage ist durch die Bundesstraße 3, die früher mitten durch den Ort führte, mit Hannover und Celle verbunden. Durch eine Ortsumgehung ist der Ort vom Durchgangsverkehr entlastet. Im Zuge des Baus entstand um Schillerslage ein dichtes Wegenetz für Radfahrer und Fußgänger. Die Landesstraße 383 verbindet außerdem mit Burgwedel in der einen und dem Stadtkern Burgdorfs in der anderen Richtung.

## Söhne und Töchter des Ortes
- Philipp Carl Sprengel (1787–1859), Agrarwissenschaftler, Posthaltersohn, mit den Erkenntnissen der Agrikulturchemie wollte er den Ackerbau „der höchsten Vollendung entgegen führen“, er gehörte u. a. zu den geistigen Wegbereitern der neuzeitlichen Landbauwissenschaft, er wurde auf dem örtlichen Posthof geboren, der als Begründer der Mineraltheorie gilt, wonach die dem Boden entzogenen Nährstoffe zu ersetzen sind
- Hermann Johann Philipp Sprengel (1834–1906), Chemiker und Physiker